# نموس (عملة)

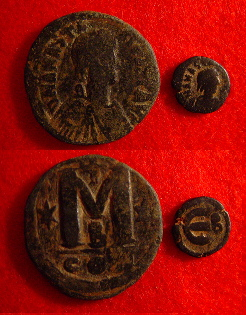
نموس من أواخر عهد أناستاسيوس الأول: عملة من فئة 40 nummi (أو فلس) وأخرى من فئة 5 nummi (أو pentanummium).

النموس (باللاتينية: Nummus)؛ جمع: نومي (باللاتينية: Nummi)، هو مصطلح لاتيني يعني «قطعة نقدية»، وقد استُخدم للدلالة على سلسلة من العملات البرونزية صغيرة القيمة التي سكّتها الإمبراطوريتان الرومانية والبيزنطية خلال العصور القديمة المتأخرة.
في حوالي عام 294 م، وخلال فترة الحكم رباعي، ظهرت عملة جديدة من البرونز وزنها عشرة غرامات وقطرها ثلاثة سنتيمترات. يُعتقد أن اسمها الرسمي كان نموس، لكن الباحثين المعاصرين في علم العملات يعرفونها باسم فلس.
عادة ما يستخدم مصطلح نموس للدلالة على العملات البيزنطية التي تم سكها بين القرنين الخامس والسابع الميلاديين. كانت تلك العملات صغيرة الحجم، سيئة الضرب، وزنها أقل من غرام، وتشكل أدنى وحدة من النظام النقدي البيزنطي. كانت قيمتها الرسمية جزءًا من سبعة آلاف ومئتين من الصوليدوس الذهبي، لكنها غالبا ما تم تداولها بقيمة 1⁄6,000 أو 1⁄12,000 من الصليدوس.
عادة ما يظهر على وجه العملة صورة الإمبراطور الحاكم، بينما يظهر على الخلف الرمز الإمبراطوري. لكن بعض عملات جستينيان الأول (527–565 م) أظهرت قيمتها باستخدام الحرف الإغريقي ألفا (Α).
في سنة 498 م، قام الإمبراطور أناستاسيوس الأول بإصلاح النظام النقدي، وقدم عملات متعددة مضاعفة لقيمة نموس، مثل عملة 40 نومي (فوليس)، و20 نومي (سيميفوليس), و10 نومي (ديكانوميوم). تم تمييز هذه القيم باستخدام رموز يونانية: M للفوليس، K للسيميفوليس، وI للديكانوميوم.
في عام 513 م، تم مضاعفة وزن هذه العملات، وتم إصدار عملة جديدة من فئة 5 nummi تسمى penta-nummium (πεντανούμμιον)، مميزة بالحرف E. وتوقفت بعد ذلك سك عملة nummus.
في عام 538/539 م، قام جستنيان الأول بزيادة وزن الفوليس ليصل إلى 25 غرامًا، ثم خُفض تدريجيًا إلى حوالي 22.5 غرام في عام 541/542، واستمرت الانخفاضات لاحقًا حتى نهاية القرن. في نفس الوقت، تم إصدار عملة جديدة من فئة 30 نومي مميزة بالحرف Λ أو بثلاثة أحرف X. توقفت سك عملة الفوليس في القسطنطينية لكنها استمرت في إكسرخسية قرطاج حتى القرن السابع.
خلال القرن السابع، أدت الأزمات العسكرية والمالية المتتالية إلى انخفاض كبير في وزن العملات وفقدان جودتها. تحت حكم قسطنطين الثاني (641–668 م)، أصبح وزن الفوليس لا يتجاوز 3 غرامات، مما جعل ضرب العملات ذات القيمة المنخفضة مثل نموس أمرًا غير عملي، وبالتالي تم التخلي عنها.
لاحقا، استمر استخدام مصطلح نموس بشكل نظري للإشارة إلى جزء من 6000 من الصليدوس، كما أصبح في الاستخدام العام يعني «الفكة» أو «النقود الصغيرة».